# Schildturm
Der Schildturm, der auch den Namen Schullthoirn oder Schullturm trug, war ein Wachturm der äußeren Stadtmauer der Stadt Aachen. Er wurde im Südosten der Stadt errichtet. Das Gebäude besteht heute nicht mehr.

## Lage
Innerhalb der Stadtmauer war dem Turm das Pulvertürmchen sowie das Wirichsbongardstor benachbart. Seine militärische Bedeutung erlangte das Bauwerk dadurch, dass es von ihm aus möglich war, das sich nach Osten ausbreitende Tal Aachens zu kontrollieren. Dies entspricht der heutigen Lothringer-, Augusta- und Friedrichsstraße.

## Name
Der Name Schullthroin beziehungsweise Schullturm leitet sich von einer neben dem Gebäude vorhandenen Schenke ab. Diese trug den Namen „Schull“ und wurde regelmäßig von dem im Turm arbeitenden Wachpersonal eingesetzt.

## Gebäudeaufbau
Der Turm mit seinen drei Metern dicken Mauern und Spitzdach fiel durch seine Mächtigkeit auf. Er besaß eine Tiefe von etwa zehn Metern sowie eine Breite von 14 Metern. Hinzu kam ein an den Turm angebautes viereckiger Gebäude, das diesen Eindruck noch verstärkte. Das zweite Geschoss dieses Baus besaß fünf Luken, die von den Schützen zur Verteidigung genutzt werden konnte. Außerdem errichteten die Aachener Bürger angrenzend einen vier Meter breiten Turm, der in Form einer Wendeltreppe einen Treppenaufgang zum Obergeschoss enthielt. Einen weiteren Zugang zum Turm ermöglichte der Einstieg von der Mauerseite.